# 록루트
록루트(영어: rockroot, 학명: Agdestis clematidea 아그데스티스 클레마티데아[*])는 자리공과의 단형 아과인 록루트아과(rockroot亞科, 학명: Agdestidoideae 아그데스티도이데아이[*])의 단형 속인 록루트속(rockroot屬, 학명: Agdestis 아그데스티스[*])에 속하는 유일한 종이다. 미국 텍사스주부터 멕시코와 중앙아메리카에 이르는 지역에 분포한다.